# Guerra de les Gàl·lies
|  | Per a altres significats, vegeu «Guerra de les Gàl·lies (llibre)». |

La Guerra de les Gàl·lies fou un conflicte militar del segle i aC entre les tribus de la Gàl·lia (territori entre l'Atlàntic i el Rin, aproximadament les actuals França i Bèlgica) i les forces de la República Romana encapçalades per Juli Cèsar que buscaven conquerir aquest territori.

## La Gàl·lia elsegleiaC
Durant el seu consolat el 59 aC, Juli Cèsar, amb el suport dels altres triumvis Gneu Pompeu Magne i Marc Licini Cras Dives I, va obtenir amb la lex Vatinia de colonis ser el procònsol de les províncies de la Gàl·lia Cisalpina i Dalmàcia durant cinc anys, i el comandament d'un exèrcit de tres legions. Poc després una consulta al senat va posar també sota la seva direcció la Gàl·lia Narbonesa, en la qual el procònsol Quint Cecili Metel Cèler havia mort de sobte, i el comandament de la Legió X Gemina, estacionada a Narbona.
Juli Cèsar tingué assignada al principi la província de Dalmàcia, i el 58 aC, les tres legions veteranes que havia fet estacionar a Aquileia (Legió VII Claudia, Legió VIII Augusta i la Legió IX Hispana) indicaven que tenia la intenció de buscar la seva pròpia glòria i la riquesa augmentant el seu poder i influènciès militar i política. Cèsar necessitava grans victòries militars per contrarestar les que Pompeu havia assolit amb victòries a l'Est juntament amb botí per pagar els seus deutes, i planificà una campanya des dels Alps fins al Danubi, aprofitant la creixent amenaça de les tribus de la Dàcia, que sota el lideratge de Burebista havien conquerit els territoris a l'oest del Tisza, creuant el Danubi i sotmetent tota la plana hongaresa, perillosament a prop de la Dalmàcia romana. Els exèrcits dacis s'aturaren de sobte per por a una possible participació directa dels romans als Balcans i els Carpats, així que en comptes de continuar en la seva marxa cap a l'oest, Burebista va tornar a Transsilvània i a continuació va assetjar i finalment destruir l'antiga colònia grega d'Olbia.
Un cop acabada l'amenaça dels dacis, Juli Cèsar va centrar el seu interès a la Gàl·lia, ja que la seva conquesta semblava menys difícil que la de la Dàcia, tant pel terreny com per la recent adquirida unitat del seu poble. Els gals estaven dividits en faccions, algunes d'elles favorables als romans. Quan Cèsar va arribar amb les seves tropes es va trobar amb una terra habitada no només pels celtes, que ocupaven la major part del territori, i els belgues, sinó també per tribus no indoeuropees com ligurs i recis al sud-est i els ibers al sud-oest i a la península Ibèrica.
Cèsar va dividir el país en quatre parts: la Provincia (més tard la Narbonense), Aquitània, Gàl·lia Cèltica i Gàl·lia Belga.
A la Gàl·lia es practicava l'agricultura intensiva i els seus pobles havien fet grans passos en la metal·lúrgia. Des de l'any 300 aC el comerç d'estany procedent de la Gran Bretanya arribava als vènets de Bretanya i altres tribus, arribant a Marsella i Narbona. Al segle iii aC s'havien estès les monedes gregues i les seves imitacions, el denari romà i ja s'havien construït rutes terrestres per a les persones i càrrega, però els gals o bé no coneixien l'escriptura o era una prerrogativa de la casta sacerdotal dels druides, que utilitzaven l'alfabet grec mentre el coneixement fou transmès oralment pels bards.
Entre els belgues el sistema de poder era la monarquia, però a la Gàl·lia central existia una estructura basada en un sistema de patronatge, en la qual els druides eren una casta religiosa molt poderosa i influent, i els aristòcrates van formar la classe guerrera, la dels jutges i el govern. Els druides van ser capaços de crear una mena de confederació entre les aproximadament cinquanta tribus, en què la més forta anava absorbint les altres, però no s'havia assolit una unitat o estabilitat política real, atès que les tribus sovint estaven en guerra entre elles creant i trencant aliances amb l'ajuda de mercenaris alemanys, i això va permetre als alemanys arribar l'any 100 aC als rius Main, Rin i Danubi, i al voltant del 61 aC al sueu Ariovist apoderar-se de l'Alta Alsàcia.

## Causes de la guerra
Orgetorix, el cap dels helvecis, que es trobaven entre el llac de Constança, el Roine, la Serralada del Jura, el Rin i els Alps, atès que els dacis de Burebista pressionaven el seu territori, tenien la intenció d'emigrar i conquerir la part occidental de la Gàl·lia creuant la província romana de la Gàl·lia Narbonesa. El pas de tot un poble pels dominis romans produïria un enorme dany i podria empènyer els al·lòbroges a revoltar-se contra la dominació romana i els territoris abandonats per helvètics podrien ser ocupats pels pobles germànics, i esdevenir així perillosos veïns.
Orgetorix necessitava trobar aliats per conquerir tota la Gàl·lia i Castico, dels sèquans nomenat amic i aliat dels romans pel senat romà es va sumar al seu pla, i en acabat es va consultar Dumnorix, germà de Diviciac, cap dels hedus, i van intercanviar un jurament de lleialtat. El seu projecte es va esvair en l'aire, perquè van ser descoberts i Orgetorix, abans que comencés el judici va preferir suïcidar-se, en lloc d'haver de suportar la pena de mort. Després de la seva mort, els helvètics no van desistir de migrar.

## Campanya del 58 aC contra els helvecis

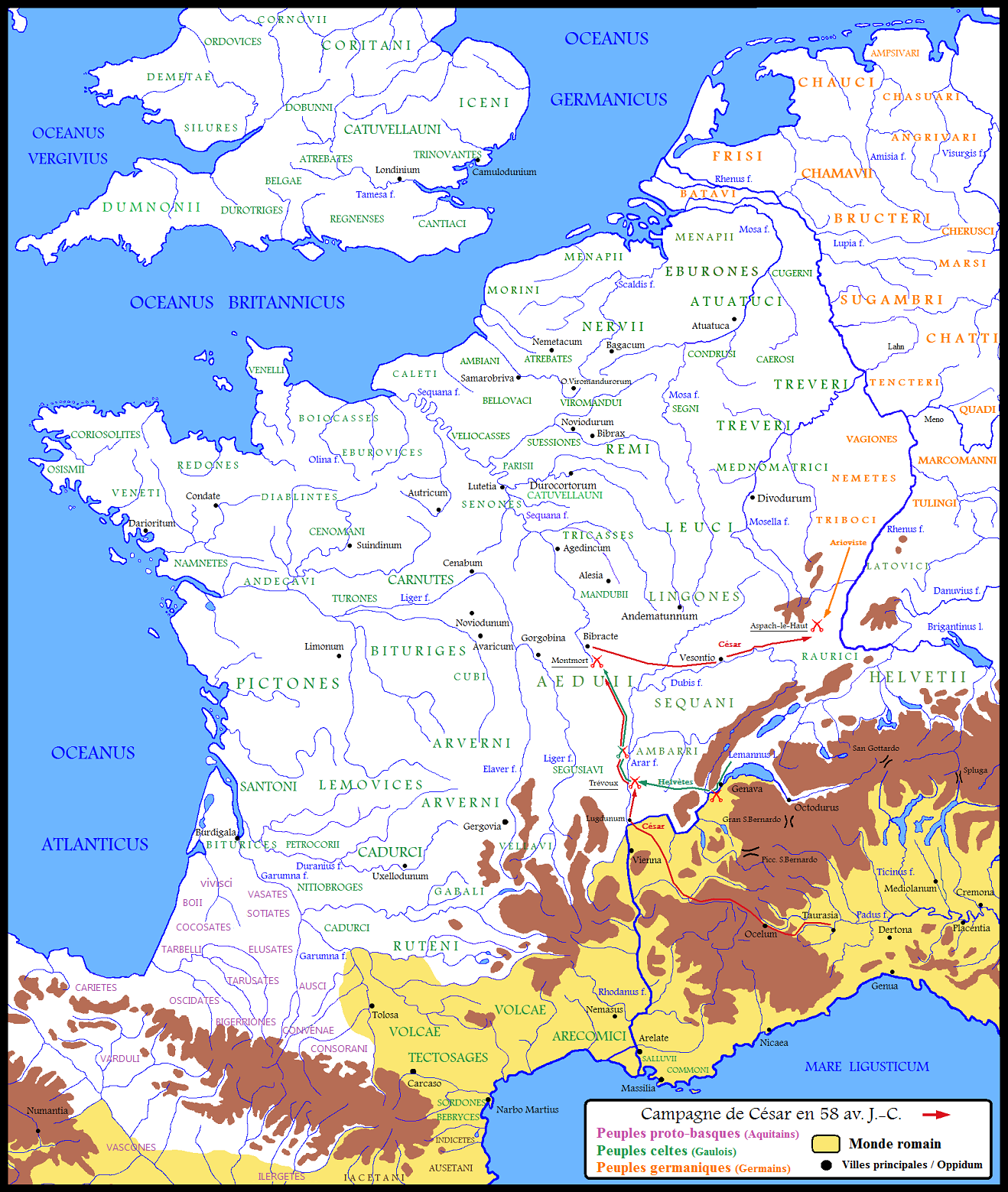
Campanya del 58 aC contra helvecis i germànics

Després de cremar els seus pobles i ciutats juntament amb el blat que hi podia quedar, els helvecis es van posar en marxa després d'haver convençut els seus veïns ràuracs, tulinges, latobriges i els bois de la Pannònia. En triar el camí a recórrer es van presentar dues opcions: la primera travessar la Serralada del Jura i el Roine fins a la terra dels sèquans, i la segona, aparentment més fàcil, requeria travessar la Gàl·lia Narbonesa sense saber quina seria la reacció dels romans al pas de tot el poble en sòl romà. El 28 de març, en arribar al Roine es va convocar una reunió al marge dret per decidir com continuar.
En ser informat de les intencions dels helvecis, Juli Cèsar va sortir de Roma en direcció a la Gàl·lia Narbona. Va cobrir fins a 140-150 quilòmetres per dia i arribar a Ginebra el 2 d'abril on va donar l'ordre de destruir el pont sobre el Roine per dificultar la seva travessa. Va fer que les tres legions estacionades a Aquileia s'unissin a ell mentre va preparar la formació de dues noves legions (la Legió XI Claudia i la Legió XII Fulminata) a la Gàl·lia Cisalpina i allistava tropes auxiliars i mercenaris a Narbona.
Cèsar considerava que els helvecis, que uns anys enrere, durant la guerra Cimbria havien mort Luci Calpurni Pisó, avi del sogre de Cèsar. en la batalla de Burdigala 107 aC, en voler establir-se al territori dels santons, no gaire lluny del territori dels tectòsages, posarien en perill la Gàl·lia Narbonesa i la Tarraconense. i no estava disposat a donar-los via lliure, però necessitava guanyar temps per l'arribada dels reforços, atès que només disposava de la Legió X Gemina, una força massa petita per rebutjar 368.000 persones, entre elles 92.000 soldats. Els ambaixadors helvecis van demanar permís per travessar la província pacíficament i el procònsol els va enganyar ajornant la resposta mentre feia construir a la Legió X un mur per la part esquerra del Roine, del llac Léman fins a la Serralada del Jura, de cinc metres d'alt i 28 quilòmetres de llarg, amb un fossat al front, disposant guarnicions fortes i nombroses a intervals regulars, per impedir el pas als helvecis. El 13 d'abril, acabats els preparatius, Cèsar els va negar el permís de trànsit i els helvecis després de tractar en va de penetrar a la província, tractant de trencar la línia defensiva creada pels romans, van aconseguir permís dels sèquans per travessar les seves terres,

### La batalla de l'Arar
Els helvecis, un cop creuada la terra dels sèquans, saquejaren el territori dels hedus, amics i aliats del poble romà, que van demanar la intervenció armada de Cèsar, qui deixant algunes cohorts sota el comandament de Tit Labiè per protegir la muralla, partia amb les cinc legions en persecució dels helvecis, on la seva reraguarda (un quart de les tropes disponibles) va ser atrapada mentres travessaven la riba dreta del riu Arar per un pont que els havia costat vint dies de construir, en una batalla on van morir molts gals mentre altres van escapar amagant-se en els boscos propers. Una de les tribus que foren derrotades per Cèsar foren els Tigurins, que van derrotar els romans en la batalla de Burdigala el 107 aC. D'aquesta forma, Cèsar obtingué la venjança per aquella derrota romana. Finalment, Cèsar va fer construir un pont per continuar perseguint als helvecis.
Els helvecis, preocupats per la derrota i la velocitat amb la qual Cèsar havia construït del pont (un dia), van enviar una delegació encapçalada per Divicó, vencedor de la batalla de Burdigala, qui va oferir acceptar les terres que Cèsar els assignés a canvi de la pau, però Cèsar va exigir ostatges i que se satisfessin les peticions d'hedus i al·lòbroges. Divicó, en considerar-les injustes, va rebutjar les sol·licituds i la marxa dels helvecis va continuar cap al nord uns altres 14 dies.

### La batalla de Bibracte
Cèsar va tractar d'entorpir la marxa de l'enemic enviant 4.000 genets sobre ells, fonamentalment eduans comandats per Dumnorix, commandant de tendència progàl·lica envers del seu germà Diviciac proromà. Els genets foren derrotats per la rereguarda dels helvecis, d'uns 500 genets, per la poca voluntat dels gals a combatre per les relacions amistoses de Dumnorix amb els helvecis. Aquest va ser indultat per Cèsar per l'amistat que sentia cap al seu germà Diviciac, i el temor que si s'hagués executat, Diviciac podia fer front als romans.
Poc després, preseguint els helvecis, aquests acamparen sota un turó, oferint a Cèsar l'avantatge de la posició i el desnivell. Aquest va iniciar una maniobra tàctica nocturna, movent part de les seves unitats per ocupar aquell turó enmig de la foscor, i d'aquesta manera envoltar les tropes dels helvecis. Tot i això, a trenc d'alba el llegat de Cèsar digué que el turó estava pres per les tropes helvecies, de forma que aquest no atacà. En realitat, aquelles tropes eren de Tit Labiè, la mà dreta de Cèsar, que havia obtingut el turó a través de la marxa nocturna. En els seus comentaris de les Gàl·lies, Cèsar se'n penedeix d'aquesta oportunitat d'or perduda.
Després de 14 dies de persecució, Cèsar començà a tenir problemes de subministrament. Aparentment, Dumnorix estava fent tot el possible per evitar l'arribada d'aquests subministraments, pel que els romans van retirar-se de la persecució, dirigint-se cap a la fortalesa hèdua de Bibracte. Els helvetics, conscients de la vulnerabilitat de Cèsar, van girar cua i començaren a perseguir les seves tropes. Cèsar va enfrontar l'enemic a prop Bibracte, on va vèncer els helvecis i els seus aliats, dels que només van sobreviure 130.000 persones, d'un total inicial de 368.000. Després de la seva rendició, Juli Cèsar va ordenar als helvecis tornar a les seves terres, per assegurar-se que eren ocupades per germànics de més enllà del Rin i el Danubi, i els 15.000 bois van rebre terres dels eduans, prop de la ciutat de Gorgobina. Després de la victòria sobre els helvecis, gairebé tots els pobles de la Gàl·lia van enviar ambaixadors a Juli Cèsar per felicitar-lo per la seva victòria, i van demanar el seu consentiment per celebrar una assemblea de totes les Gàl·lies, i reconèixer de fet la seva sobirania sobre els gals.

## Campanya del 58 aC contra els germànics

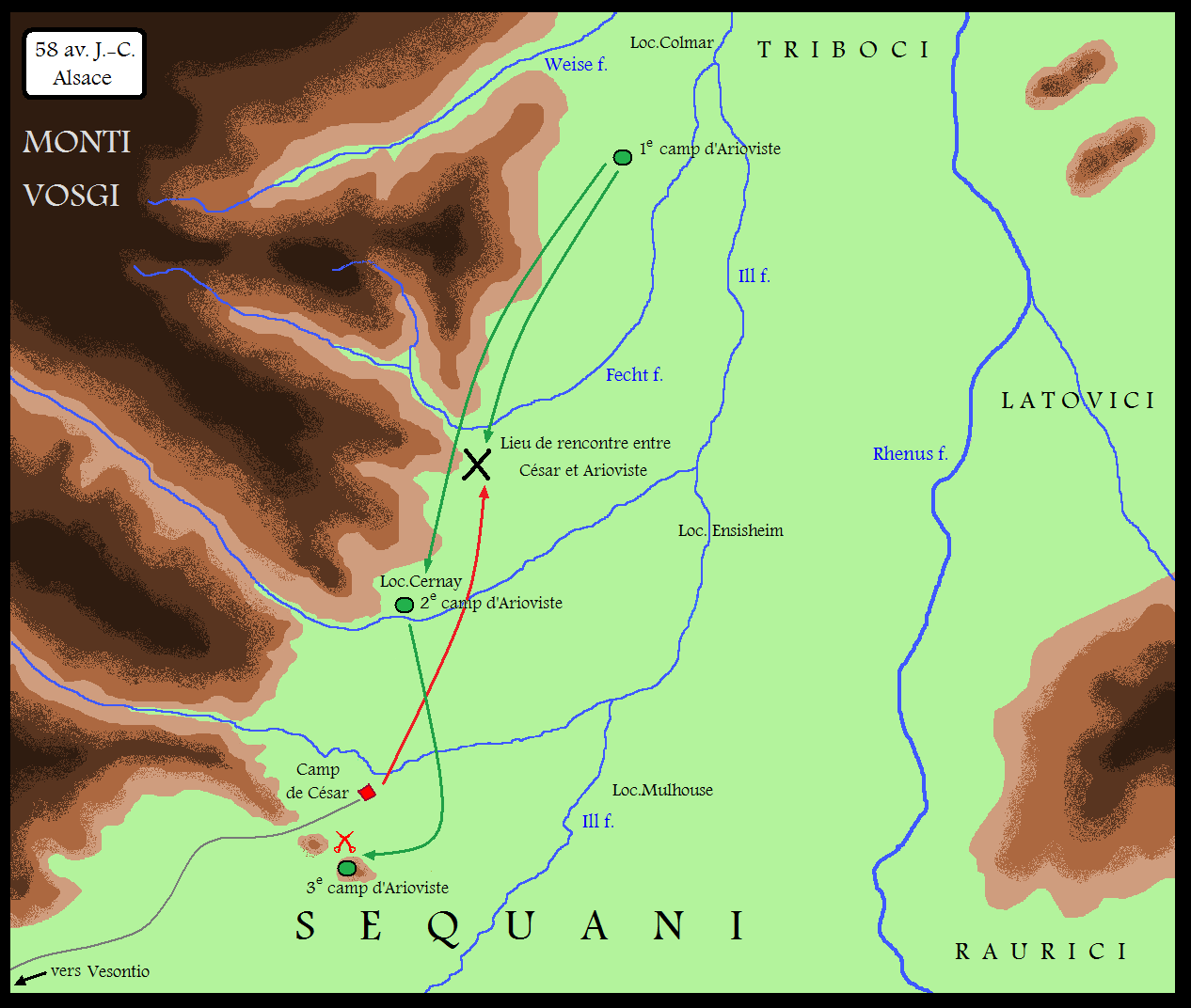
Campanya del 58 aC contra els germànics

Ariovist, rei dels sueus, havia creuat el Rin amb els marcomans, tribocs, nèmetes, vangíons, sedusis, sueus i carudes, des de la vall dels rius Neckar i Main al voltant del 72 aC en ajut dels sèquans en la seva lluita contra hedus i els seus aliats, que foren derrotats i perderen tots els seus nobles, el Senat i els cavallers. Amb els anys, els pobles germànics havien creuat el Rin fins a arribar ràpidament als 120.000 colons. Els sèquans, amb aquests esdeveniments i vista l'arrogància creixent d'Ariovist van decidir unir forces amb els seus veïns hedus, oblidant greuges passats per combatre junts l'enemic comú. Després de derrotar el 15 de març del 60 aC els celtes en la batalla de Magetobriga, Ariovist va ocupar un terç del país dels sèquans i demanava un altre terç, atès que uns mesos abans havien arribat 24.000 carudes, als que calien terres i cases, amb el risc que en pocs anys, tots els gals fossin expulsats de la Gàl·lia.
Els hedus van enviar ambaixadors a Roma per demanar ajuda i el senat romà va intervenir convencent el 59 aC Ariovist de suspendre les conquestes a la Gàl·lia a canvi d'oferir-li a proposta de Juli Cèsar, el títol de Rex atque amicus populi romani ('rei i amic del poble romà'). Ariovist, però, va continuar atacant els veïns gals amb creixent crueltat, per induir-los a buscar l'ajuda militar a Cèsar.
L'aprovació de l'Assemblea del 58 aC va ser un pretext de Juli Cèsar per obtenir el permís legal per intervenir en la seva defensa contra els invasors germànics d'Ariovist, perquè creia que seria perillós seguir permetent travessar el Rin als alemanys doncs un cop ocupada tota la Gàl·lia podrien envair la Gàl·lia Narbonesa i després la mateixa Itàlia, com ja va passar amb la invasió de cimbris i teutons, i va enviar ambaixadors a Ariovist per demanar una entrevista a mitjan camí, però aquest va demanar que Cèsar anés a visitar-lo, atès que reclamava el dret a romandre a la Gàl·lia, ja que havia guanyat la guerra contra els gals. Cèsar, molest per la resposta de Ariovist, va donar un ultimàtum dient que seria considerat en perpetuïtat, amic del poble romà, només complia les següents demandes: No transferir més pobles germànics, a la Gàl·lia al llarg del Rin, i no atacar i tornar als ostatges als hedus i sèquans, els seus nous aliats. La resposta d'Ariovist va ser desafiar a Cèsar a lluitar amb ell, recordant el valor de les seves tropes, invicte fins a la data.
Ariovist va sortir del seu territori i es dirigia a Vesontio, la ciutat més important dels sèquans, i Cèsar va decidir que no podia concedir aquest avantatge a l'enemic, va posar en camí les seves tropes a tota velocitat per ruta més curta possible, i una vegada ocupada la ciutat va deixar una guarnició en la seva defensa i va reprendre l'avanç a principis d'agost i, després de sis dies de marxa continua els exploradors van informar que l'exèrcit d'Ariovist estava a 24 milles.
En saber de l'arribada de Cèsar, Ariovist va enviar els seus ambaixadors per mostrar al general romà la seva disponibilitat per entrevistar-se als de cinc dies, i Cèsar no va rebutjar la proposta, pensant que Ariovist podria repensar-se les seves decisions, però l'entrevista va fracassar i Cèsar es va retirar, causant la decisiva batalla dels Vosges (58 aC).
Ariovist va situar el seu campament base, a uns 6.000 passus (9 km) del de Cèsar, que estava a uns 35 km d'on es van reunir els mandataris, i l'endemà, suposadament fent una marxa pels boscos de la zona, va acampar a només 2.000 passus més a prop, amb l'objectiu de reduir el general romà totes les vies possibles de reforç dels seus aliats hedus i sèquans. Durant cinc dies, hi va haver constants escaramusses entre els dos exèrcits, en les que Ariovist enviava contra la cavalleria enemiga, 6.000 unitats de cavalleria i 6.000 d'infanteria molt ràpida.
Després de diversos amb els dos exèrcits estancats, Ariovist va prendre la iniciativa, atacant del migdia fins a la nit el petit camp, i l'endemà Cèsar va desplegar les sis legions en tres files avançant cap al campament i Ariovist va ordenar a l'exèrcit per tribus, que quedaven envoltades de carros i carruatges. Els germànics, després d'una batalla molt sagnant, van ser derrotats i massacrats per la cavalleria romana quan tractaven de travessar el riu, i la Ariovist va travessar el Rin, amb pocs fidels. Cèsar havia empes als sueus més enllà del Rin, que es va convertir en la barrera natural de l'imperi els següents cinc segles, i s'havia aturat la migració, i Roma, que havia guanyat la guerra, tenia la facultat de pronunciar-se sobre tots els pobles en el seu territori de la Gàl·lia. A la tardor, per l'aquarterament de les seves legions, Cèsar va decidir passar l'hivern en el territori de sèquans i tornar a la Gàl·lia Cisalpina per fer front als assumptes de procònsol.

## Campanya del 57 aC: Submissió de la Gàl·lia Belga

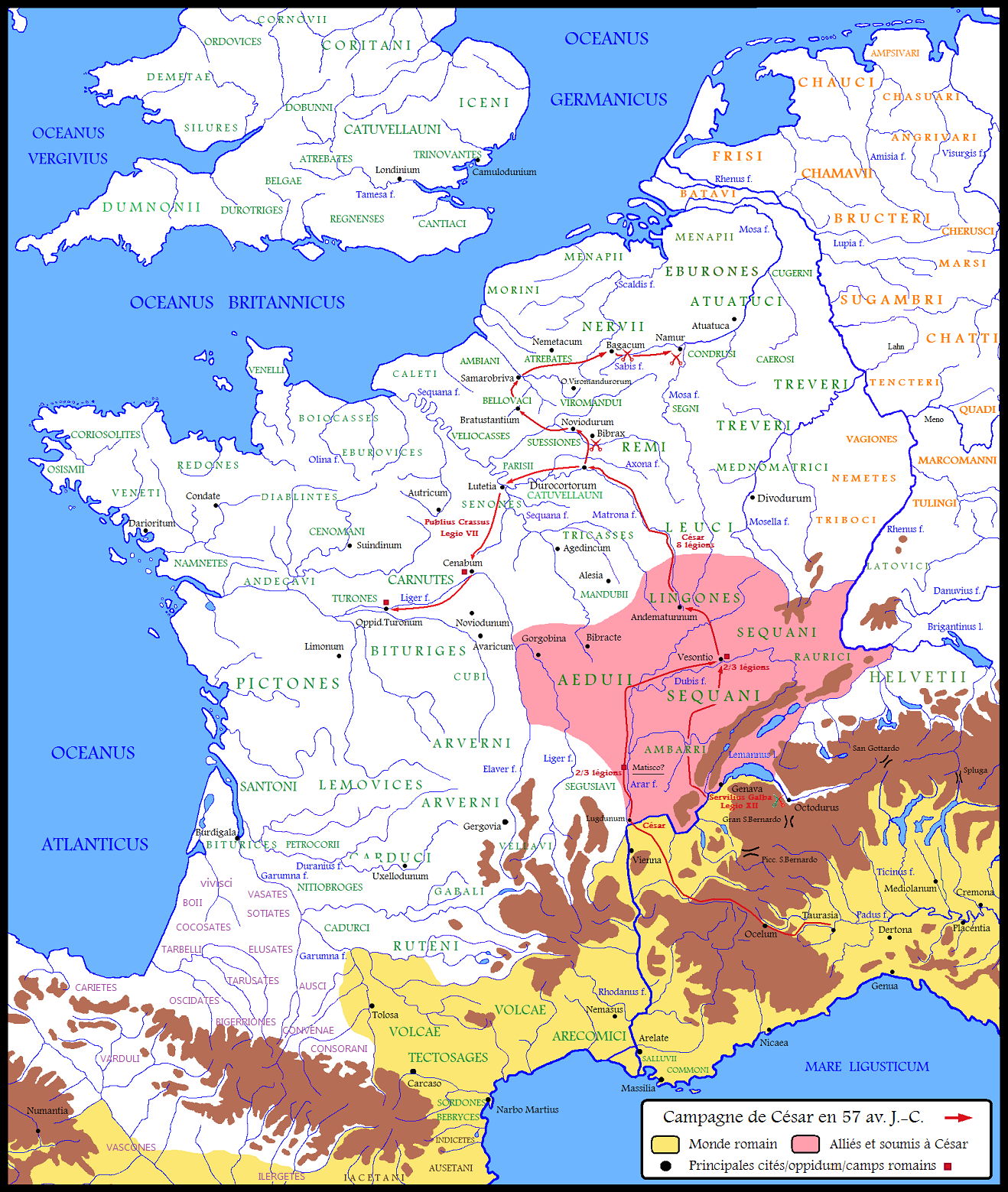
Campanya del 57 aC contra els belgues

Acabada l'amenaça d'Ariovist, les antigues enemistats entre les tribus gal·les van reaparèixer i al mateix temps, la creixent desafecció amb l'ocupació romana. Molts van buscar aliances amb els germànics de la riba esquerra del Rin contra el perill imminent de les legions de Juli Cèsar, que aviat dirigiria en contra deel seu territori, i que mentre era a la Gàl·lia Cisalpina va rebre notícies d'un complot dels belgues, que intercanviaven ostatges, contra Roma. Cèsar va arribar a Vesontio amb dues noves legions Legió XIII Gemina i la Legió XIV Gemina quan sabé que totes les tribus de Gàl·lia Belga amb l'excepció dels rems s'havien reunit amb les tribus germàniques sota la direcció de Galba dels suessions. Després de 15 dies de marxa ininterrompuda i després de descansar l'exèrcit a les terres dels aliats rems, va acampar al nord del riu Aisne, va posar Quint Tituri Sabí amb sis cohorts per defensar el pont que el travessava i va esperar als belgues a les proximitats del riu on va fortificar el campament.
Els belgues, que tenien la intenció d'assaltar Bibrax, un oppidum dels rems, no es van preocupar per la proximitat de les legions romanes, i Cèsar es va veure obligat a enviar tropes a Bibrax per provocar una batalla. Després de fracassar en la conquesta de la ciutat, els belgues van atacar el campament romà i Cèsar va decidir enfrontar-se a l'exèrcit dels belgues a camp obert, derrotant-los en la batalla de l'Axona. Els belgues es van retirar abans de la mitjanit. Cèsar va esperar la matinada per veure les veritables intencions de l'enemic tement els perills d'un territori estrany i hostil, va perseguir-lo amb tota la cavalleria, confiada a Quint Pedi i Luci Aurunculeu Cotta i tres legions confiades a Tit Labiè. Els romans, en arribar a la rereguarda de l'enorme massa de soldats en desbandada cap a l'oest seguint el curs de l'Aisne, van massacrar els gals fins a la posta de sol. L'endemà, abans que l'enemic es recuperés del terror causat per la massacre, Cèsar va dur l'exèrcit a Noviodunum, oppidum principal dels suessions. La ciutat fou assetjada, però Galba, espantat, amb la intercessió dels rems va oferir la capitulació del seu poble i el lliurament de les armes. Cèsar va continuar la marxa fins Bratuspantium, la capital dels bel·lòvacs. Divitiacus va intercedir en el seu favor davant el procònsol, que va acceptar les peticions del seu fidel aliat, i va acceptar la rendició dels bel·lòvacs prenent 600 ostatges. El mateix va ocórrer poc després amb els ambians.
Després de tres dies de viatge cap a l'est, el procònsol romà va descobrir que una gran massa d'atrebats, nervis i viromandus, comandats per Boduognatus s'havia concentrat a la riba del riu Sabis i va atacar per sorpresa, sent rebutjats amb dificultat per César i l'enemic va ser derrotat i massacrat. Després de la batalla, Cèsar va decidir marxar contra atuàtucs que s'havien reunit en una fortalesa, probablement Namur, que fou assetjada i finalment caigué. Després d'aquestes operacions, tota la Gàl·lia Belga estava sota el control de Roma.

## Campanya del 57 aC: Submissió de la costa atlàntica
Mentre Juli Cèsar prenia la Gàl·lia Belga, la Legió VII Claudia, dirigida per Publi Licini Cras, va ser enviada a l'oest a sotmetre a les tribus de les regions costaneres de l'oceà Atlàntic, entre l'actual Normandia i la Garona.
Cèsar, un cop posades totes les legions a quarters d'hivern va tornar a Itàlia, però la Legió XII Fulminata, comandada per Servi Sulpici Galba que va ser enviada a les terres dels nantuates, veragres i seduns, que es trobaven entre els territoris d'al·lòbroges, el llac de Ginebra, el Roine i els Alps va haver d'abandonar Octodurus on havia de passar l'hivern, per la pressió enemiga, fins al territori dels al·lòbroges.

## Campanya del 56 aC: Revolta dels pobles costaners i aquitans

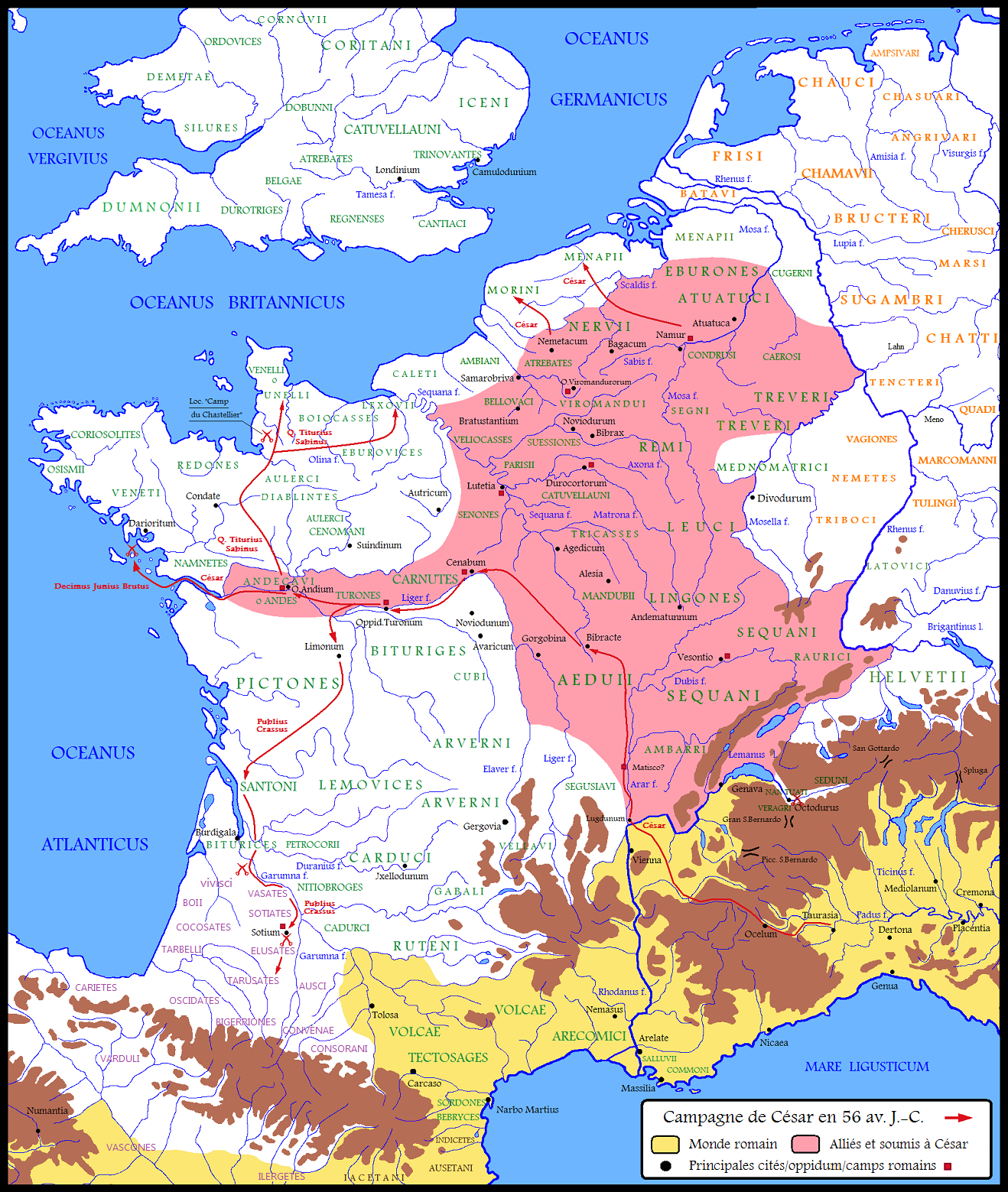
Campanya del 56 aC a la costa i Aquitània

Publi Licini Cras va enviar Quint Velani i Tit Sil·li a demanar provisions als vènets i pas fins Britànnia per comerciar, i aquests es van revoltar i l'exemple va ser seguit pels pobles veïns, que van unir-se amb juraments de lleialtat recíproca i lleialtat contra Roma, l'enemic comú, i retenint als emissaris. Al final, tots els territoris de la costa oest de la Gàlia es va aixecar i els gals van enviar a Cras un ultimàtum, exigint la devolució dels ostatges amb vida a canvi dels seus oficials.
Cèsar, que havia tornat a la Gàl·lia abans de final d'abril, per enfrontar-se als pobles mariners va ordenar als seus homes la construcció d'una flota de vaixells de guerra al riu Loira adequats per la navegació marina comandada per Dècim Juni Brut Albí amb l'ordre de partir cap a Britànnia tan aviat com pogués, i va allistar remers i timoners. Els vènets i els seus aliats van decidir preparar-se per la guerra, confiats en l'avantatge que els donava el coneixement del terreny, mentre Cèsar desplegava el seu exèrcit abans que cresqués el nombre de nacions participants en la conspiració. Tit Labiè es va situar a la Gàl·lia Belga amb la majoria de la cavalleria per bloquejar la possible arribada de reforços germànics, Publi Licini Cras a Aquitània, amb 12 cohorts i un gran nombre de cavallers, Quint Tituri Sabí amb tres legions als territoris dels unel·les, curiosolites i lexovis amb el mandat d'estar allunyats de les poblacions. La nova flota.
Amb les tropes desplegades, Cèsar va marxar amb la resta de les tropes, de tres a quetre legions, contra els vènets. Les ciutats vènets eren inaccessibles per terra, estant situades a l'extrem de petites penínsules i promontoris de terra, i per mar, perquè quan la marea baixava les naus enemigues encallaven a la riba, a més, després de la conquesta de diverses ciutats, es va adonar que no podia impedir la fugida de l'enemic i va haver d'esperar l'arribada de la flota, i un cop reunits va emprendre la guerra contra els vènets, vencent-los a la batalla naval de Mor-Bihan.
Quint Tituri Sabí va sufocar una rebel·lió de les tribus que es van assentar a l'actual Normandia, dirigides per Viridovix, derrotant-los a la Camp du Castellier mentre Cras van sotmetre a les tribus des d'Aquitània fins als Pirineus, derrotant-los en dues batalles successives, i altres tribus es va rendir per la por de ser atacades.
L'expedició només va fracassar contra els mòrins i menapis la costa de Flandes, per a ells, aprofitant la zona pantanosa, i els densos boscos, van seguir una tàctica de guerra de guerrilla en contra que els romans no podien fer res. Després d'haver arrasat les seves terres, el procònsol, abans de sortir cap a la Gàl·lia Cisalpina, a passar l'hivern, va enviar entre tres i quatre legions al país dels lexovis, aulercs i vènets, les tres legions de Quint Tituri Sabí entre les nacions recentment conquerides, part de la cavalleria de Tit Labiè entre els trèvers i els rems, i Publi Licini Cras estava a Aquitània, amb dotze cohorts.

## Campanya del 55 aC: Expedició a Germània

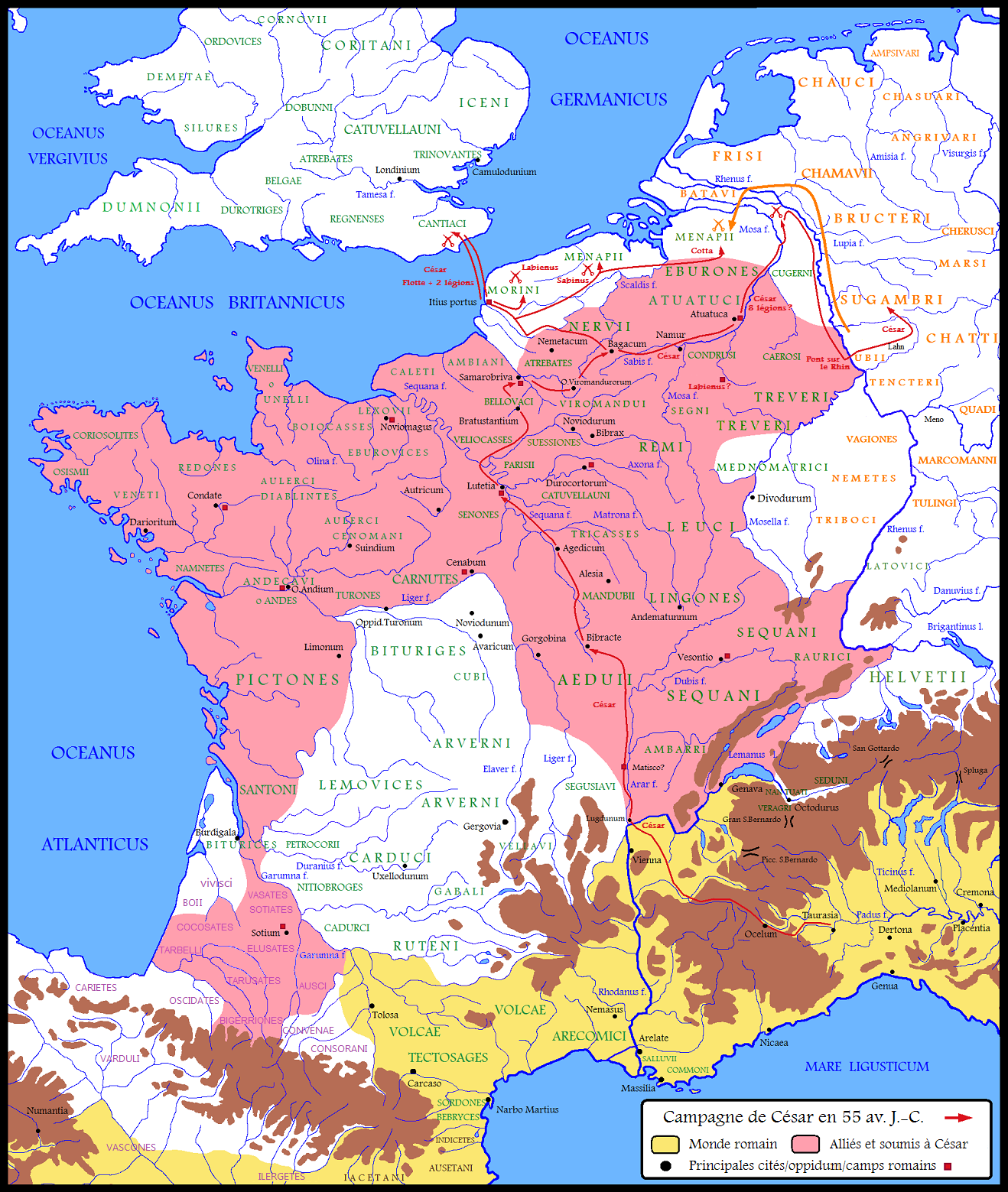
Campanyes del 55 aC a Germania i Britànnia

Les tribus germàniques dels usipets i els tèncters, expulsats dels seus territoris per la pressió dels sueus havien vagat tres anys, fins a arribar a les regions habitades pels menapis a la desembocadura del Rin, però, aquests, espantats per l'arribada d'una massa d'unes 430.000 persones, van abandonar els assentaments més enllà del riu i posar guarnicions al llarg del Rin, per evitar que els germànics travessessin a la Gàl·lia. Com que no podien travessar el riu, usipets i tèncters van simular la retirada, però una nit van tornar amb la cavalleria causant una matança entre els menapis, els van prendre els vaixells i van travessar el riu, alimentant-se durant l'hivern amb les seves provisions. En saber d'aquests fets, Juli Cèsar avançar el retorn de les legions, que van passar l'hivern a la Gàl·lia Belga, avisant als germànics d'abandonar els territoris acabats de conquerir a la Gàl·lia.
Els germànics, sabent que s'apropava l'exèrcit romà van decidir enviar ambaixadors a Cèsar per demanar-li permís per establir-se a aquests territoris oferint a canvi de la seva amistat, recordant-li que es van veure obligats a emigrar, però Cèsar els va negar el permís per prenendre el control de les terres d'altres nacions quan no van ser capaços de defensar el seu territori de les incursions dels sueus, i aconsellant-los tornar a travessar el Rin per ocupar les terres dels ubis. Es va acordar una treva per arribar a un compromís amb els ubis, però durant la treva, els alemanys van atacar la cavalleria romana, que va fugir. Cèsar va acusar-los de no complir l'acord i va empresonar els ambaixadors i atacar el campament germànic, obligar-los a fugir en direcció a la confluència del Rin i el Mosa. Després de la victòria, Cèsar va fer una demostració de força per dissuadir de noves intencions d'envair la Gàl·lia, construint un llarg pont de fusta sobre el Riu entre Coblença i Bonn, creuant el Rin i entrant en la Germània travessant el territori dels ubis, i després desviant-se cap al nord al territori de Sigambri, devastant i saquejant divuit dies a una velocitat increïble. Un cop terroritzats els germànics, va decidir tornar a la Gàl·lia, destruint el pont darrere d'ell.

## Campanya del 55 aC: Expedició a Britànnia
Cap a la fi de l'estiu del 55 aC, Juli Cèsar va decidir envair Britànnia, i atès que amb excepció dels comerciants, ningú hi anava, i els seus coneixements no s'havien estès més enllà de la costa d'enfront de la Gàl·lia, pensant que treuria molt profit d'una visita illa va enviar Gai Volusè Quadrat amb un vaixell de guerra per explorar dels seus habitants i reconèixer llocs ports i l'accés, gairebé desconeguts per als gals.
Juli Cèsar es va traslladar al territori dels mòrins, on va dur la flota que havia lluitat contra els vènets el 56 aC a la batalla naval de Mor-Bihan. Mentre Cèsar preparava l'expedició, alguns comerciants va informar els britànics de les intencions del procònsol romà, i aquests, sorpresos per la invasió romana van enviar ambaixadors a Cèsar, amb la promesa de lliurar ostatges i obeir l'autoritat de Roma. Mentre Gai Volusè Quadrat tornarva amb molta informació, Cèsar els va imposar a Commi, rei dels atrebats amb la tasca de visitar la Gran Bretanya per instar al seu poble a ser fidel a Roma. Els mòrins van presentar-se a Cèsar demanant disculpes pel comportament passat i per tal de fer més segura la situació a la Gàl·lia abans de sortir, César va decretar el lliurament d'un gran nombre d'ostatges
La legió VII Claudia i la legió X Gemina van embarcar amb vuitanta vaixells des de Portus Itius i la cavalleria amb uns divuit vaixells, possiblement des d'Ambleteuse. Els britànics havien enviat la cavalleria i els carros espera de Cèsar al mar, mentre el gruix de l'exèrcit s'uniria a ells. Acostant-se als penya-segats de Dover, Cèsar es va adonar que l'enemic hi estava apostat observant la flota romana, i Cèsar no va creure factible un desembarcar en aquell moment i va decidir fer-se a la mar, arribant a un tram de costa obert i planer on també trobà l'enemic desplegat, i una gran batalla va tenir lloc quan els britànics van tractar d'impedir el desembarcament dels romans. Amb l'ús de ballistes muntades als vaixells, i amb moltes dificultats, els romans van aconseguir baixar a terra on els dos exèrcits es van enfrontar. Després d'una dura batalla, els britànics van posar fugir, però els guanyadors no els van poder perseguir perquè la cavalleria encara era a la Gàl·lia. Els britons, vencedors, van decidir enviar ambaixadors per demanar la pau.
Els enviats van alliberar Commi i li van oferir a Cèsar diversos ostatges, però quan es van assabentar que la cavalleria romana s'havia quedat a la costa belga pel mal temps i les marees oceàniques havien malmès seriosament els vaixells de Cèsar, els britànics van decidir reprendre les armes contra els invasors, i van sortir d'amagat del camp del procònsol, però Cèsar, que havia comprès les intencions de l'enemic, va ordenar la reparació dels vaixells i preparar la defensa contra un possible atac, incloent-hi proveir l'exèrcit del blat necessari enviant la legió VII Claudia, que un cop allunyada del camp principal va ser envoltada i atacada per tot arreu. Cèsar, veient l'incident va prendre vuit cohorts de la legió X Gemina i va anar-hi a correcuita, salvant la legió assetjada, i va tornar al campament base, on hauria de suportar l'atac enemic. Finalment, els britons, després de reunit una gran quantitat d'infanteria i cavalleria, va atacar sent de nou derrotats amb grans pèrdues i sent perseguits pels romans.
La victòria dels romans van obligar els britons a demanar la pau, i aquesta vegada Cèsar va obtenir el doble d'ostatges, va tornar a la Gàl·lia, on en desembarcar les seves legions van ser atacats pels mòrins, que esperaven un ric botí, però foren rebutjats i Tit Labiè fou enviat per castigar-los, mentre Quint Tituri Sabí i Luci Aurunculeu Cotta van ser enviats a assolar les terres dels menapis. En acabar, totes les legions hibernaren en la Gàl·lia Belga. Mentrestant, només dues nacions britones van enviar els ostatges promesos, mentre les altres van enviar menys dels acordats. Abans de viatjar a Itàlia va ordenar reparar els vaixells malmesos i construir tants vaixells com fos possible, més baixos i amples per tal de resistir millor les onades de l'oceà. Després de tornar a Roma, es van ordenar de vint dies de celebració en el seu honor.

## Campanya del 54 aC: Expedició a terres dels trèvers
Després de posar fi als atacs dels pirustis a Il·líria, Juli Cèsar va tornar a la Gàl·lia, on volia inspeccionar totes les casernes d'hivern i els sis-cents vaixells que s'havien construït, que va decidir reunir Portus Itius. Sabut que els trèvers, que van participar en les reunions conjuntes dels gals i mantenien bones relacions amb els germànics de més enllà del Rin, i podien revoltar-se, s'hi va traslladar amb quatre legions i vuit-cents cavallers. Quan Cèsar va entrar al territori dels trèvers el 54 aC, aquests no van seguir el desig de guerra d'Induciomarus, van deposar les armes i es va haver de sotmetre. Cèsar va acceptar la submissió, però va instar els caps tribals a donar suport a Cingetorix, gendre i rival d'Induciomarus.

## Campanya del 54 aC: Expedició a Britànnia

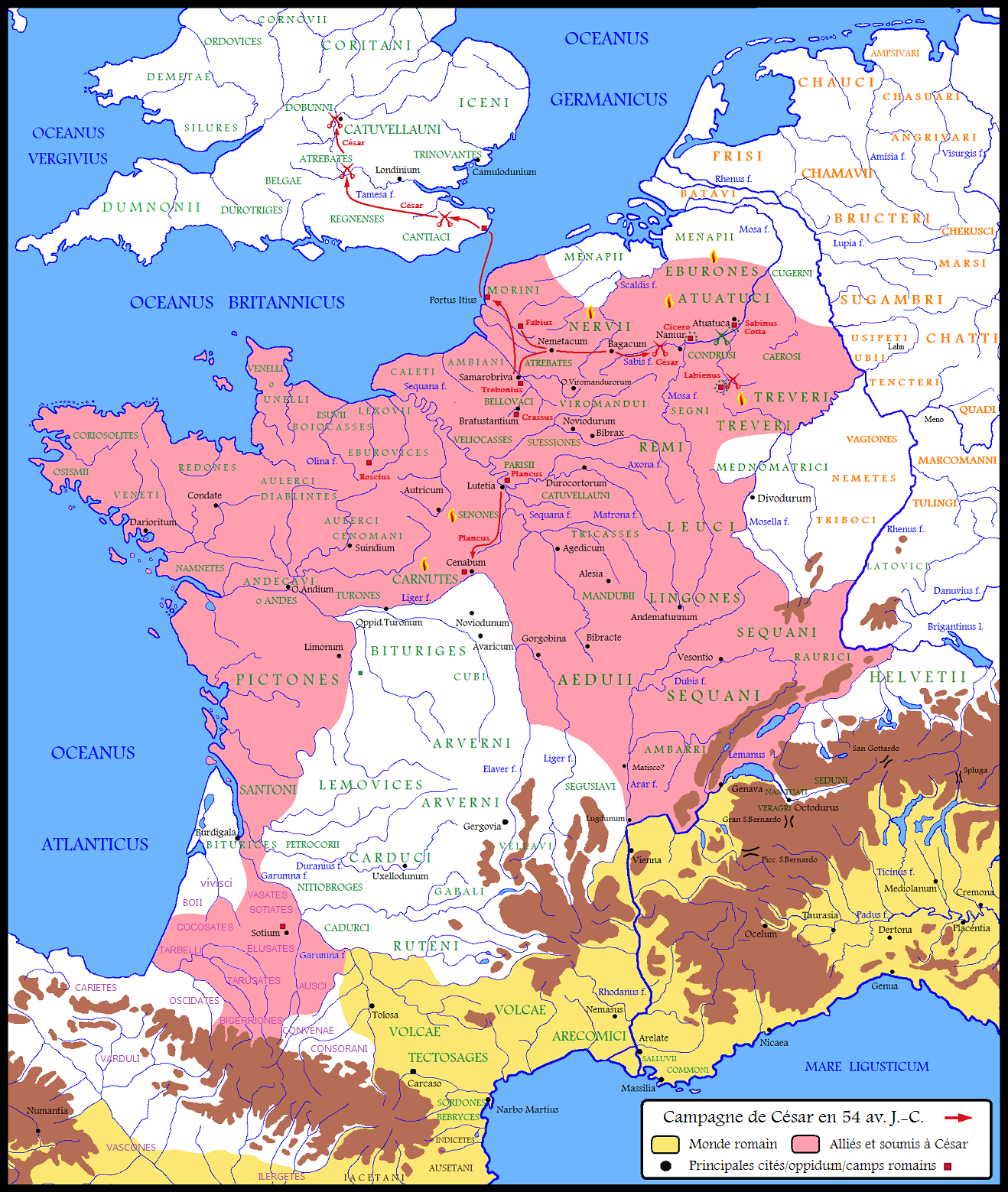
Campanya del 54 aC a Britànnia

Juli Cèsar va deixar a Tit Labiè la Gàl·lia amb tres legions i dos mil genets per protegir els ports, facilitar l'aprovisionament i control de la situació, va partir per segona vegada de Portus Itius a la Gran Bretanya amb cinc legions i dos mil vuit-cents genets a bord de vaixells, als que més tard es van sumar nombrosos comerciants atrets pels contes de fabuloses riqueses de l'illa.
El desembarcament fou en el mateix lloc de l'any anterior però sense trobar cap oposició, i deixant deu cohorts i tres-cents genets al comandament de Quint Atri, va marxar cap a l'interior, on, a uns trenta quilòmetres des del campament es troba la primera oposició real dels britànics, que van ser derrotats tot i estar en posició favorable. L'endemà de la batalla van arribar al campament del general romà uns genets informant que la nit abans d'una tempesta havia malmès la majoria dels vaixells. El procònsol va anar a veure per si mateix els danys i oferir el necessari per les repararacions. De tornada va saber que s'havien reunit a prop del campament romà un enorme exèrcit enemic dirigit per Cassivelaune.
Després de diversos enfrontaments els britons van deixar d'atacar en gran nombre per fer petits atacs. Les forces romanes, després d'aconseguir travessar el riu, van entrar a territori de Cassivelaune però foren atacats per petits grups, sobretot per les tribus dels sàl·lies; però els trinovants, amb els quals Cassivelaune estava abans en guerra, i algunes altres tribus, es van sotmetre als romans. Cèsar era ja prop de la capital de Cassivelaune, a l'actual St Albans defensada només per boscos i maresmes, i la va atacar i conquerir. Cassivelaune es va escapar, i després d'un parell d'atacs fracassats als romans, va demanar la pau, que li fou concedida a canvi d'un tribut anyal i de donar ostatges.
En aquesta època l'aduí Dumnorix, va ser condemnat a mort per evitar possibles sentiments de revolta entre els gals per haver espantat els nobles de la Gàlia afirmant que Cèsar els anava a matar una vegada desembarcat a Gran Bretanya. Dumnorix quan va poder es va escapar del camp romà amb la cavalleria gal·la però fou atrapat i executat.

## 54 aC: Primers senyals de revolta a la Gàl·lia
Rebuts els ostatges britànics, Juli Cèsar va tornar a la Gàl·lia, on, després d'assistir a una reunió dels gals a Samarobriva, va enviar a les seves legions als quarters d'hivern. Tot i que no havia aconseguit cap nova conquesta territorial a la Gran Bretanya va tenir èxit en terroritzar a la gent, suficient per teixir una xarxa clientelar per dur-la sota la influència de Roma, i obtenir la glòria per haver creuat amb les seves legions el mar del Nord. Aquestes relacions comercials i diplomàtiques aplanaran el camí per a la conquesta romana de la Gran Bretanya al 43.
Una legió, assignada a Gai Fabi va ser enviada entre els mòrins, una altra, adscrita a Quint Tul·li Ciceró, entre els nervis, una altra adscrita a Luci Rosci Fabat entre els esuvis, una altra amb Tit Labiè entre els rems, tres legions entre els belgues comandades per Marc Licini Cras Dives, Luci Munaci Planc i Gai Treboni, i a les terres dels eburonsuna legió a la Gàl·lia Cisalpina, amb cinc cohorts, assignat a Quint Tituri Sabí i Luci Aurunculeu Cotta, va arribar a les terres de eburons. Cèsar tornà a Itàlia quan sabé sabia que les legions es dirigien als llocs designats.

### La batalla del Jeker
Els primers signes de revolta a la Gàl·lia s'iniciaren a la tardor, quan els carnuts van matar el seu rei Tasgeci. En conèixer la notícia, el procònsol, per por d'un aixecament general carnut va enviar a Luci Munaci Planc amb la seva legió a hibernar en aquesta regió. A la Gàl·lia tot el país estava en caos, i s'hi respirava un aire de rebel·lia, però les altres legions van arribar a les casernes d'hivern i les fortificacions es completaren. Quinze dies després que les legions arribaren a les respectives casernes, va esclatar una revolta de sobte entre els eburons, dirigida per Ambiorix i Cativolcus. Les tropes romanes foren atacades mentre recollien llenya fora del campament, i el campament romà de Quint Tituri Sabí i Luci Aurunculeu Cotta fou completament envoltat, però considerant que el campament romà era difícil d'atacar i amb grans pèrdues entre els seus, Ambiorix va convèncer els romans a abandonar el campament suggerint-los que s'unissin a la legió més propera a uns vuitanta quilòmetres, assegurant que no interferia en la marxa. Després d'un acalorat debat entre els dos comandants romans, van deixar el camp amb gran rapidesa, però quan les tropes es trobaven a la intempèrie a la vora del Jeker, l'exèrcit dels eburons va atacar, acabant amb gairebé una tota la Legió XIV Gemina, cinc cohorts romanes i els seus comandants. Només uns pocs supervivents van aconseguir arribar a Labiè i advertir de l'incident.

### El setge de Namur
Després de la victòria en la batalla del Jeker, Ambiòrix va aconseguir el suport dels atuàtucs, nervis i nombroses nacions més petites com ceutrons, grudes, levacs, pleumoxis i geidunni, per assetjar el campament de Quint Tul·li Ciceró i la seva legió a l'oppidum de Namur.
Durant el setge, els gals van aplicar tècniques i eines similars a les dels romans, apreses de presoners i desertors. Ambiòrix va intentar convèncer Quint Tuli Ciceró a abandonar el campament amb la promesa de protegir la seva retirada però no va caure en el parany del cap dels eburons i va aconseguir resistir amb enormes esforços i moltes víctimes un parell de setmanes fins a l'arribada de Juli Cèsar, que havia estat avisat gràcies a un noble nervi, que havia buscat refugi al començament del setge i amb gran lleialtat va lliurar una carta a Cèsar, que va sortir de Samarobriva amb gran rapidesa al capdavant de dues legions després de reunir-se amb Gai Fabi i Marc Licini Cras. Un cop prop del campament Ciceró, uns seixanta mil gals es va dirigir contra Cèsar, que va construir un camp amb gran rapidesa, vencent i perseguint als atacants, i aixecar el setge de Ciceró. Després d'aquests esdeveniments, Cèsar va decidir l'hivern amb les seves tropes a la Gàl·lia, establint que les tres legions romandrien amb ell a Samarobriva.
Cèsar, que el va convocar als caps gals, es va assabentar que els sènons van declarar la guerra obertament i havien convençut les altres tribus a unir-s'hi, i només els eduans i remi foren fidels a Roma.

### Setge de Lavacherie
Abans del final de l'hivern, Induciomarus, cap dels trèvers, va atacar els romans que romanien al seu territori i després es va dirigir contra Tit Labiè que havia acampat a la frontera amb els rems, però en conèixer la victòria de Juli Cèsar sobre els nervis al setge de Namur, es va retirar al seu propi territori on va aixecar més tropes i va marxar altra vegada contra Labiè que fou assetjat a la seva caserna de Lavacherie. Una sortida sobtada de Labiè el va sorprendre i les seves forces foren posades en fuita i ell mateix va morir en la fugida, en travessar un riu.
Després dels esdeveniments de l'hivern va decidir recuperar la iniciativa i portar l'any següent una campanya de càstig al nord de la Gàl·lia, per evitar un aixecament general.

## 53 aC: Creix la revolta

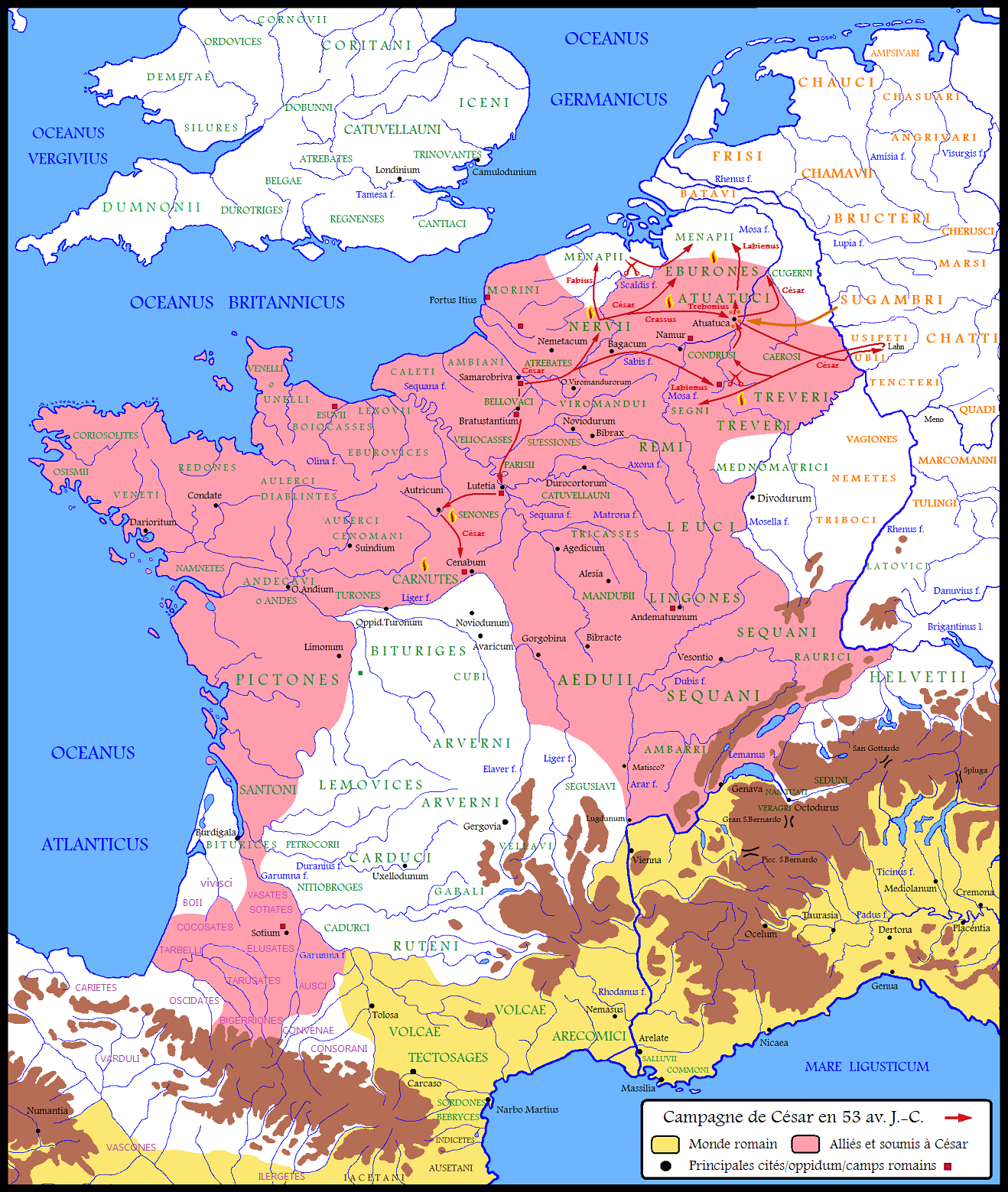
Campanya del 53 aC a la Gàl·lia

Juli Cèsar per compensar la pèrdua de la Legió XIV Gemina en la batalla del Jeker va decidir contractar dues noves legions, la Legió V Alaudae i la refeta Legió XIV Gemina a l'inici del nou any i va sol·licitar la Legió VI Ferrata a Gneu Pompeu Magne, qui va estar d'acord, pel bé de la República Romana i la seva amistat amb Cèsar, arribant a disposar de deu legions.
Amb la mort d'Induciomarus, els trèvers, més ressentits encara per la presència del procònsol a la Gàlia, van decidir buscar aliats entre els alemanys de més enllà del Rin, amb els que van intercanviar ostatges i garanties recíproques, i entre els eburons d'Ambiòrix, els nervis i atuàtucs, mentre, al front occidental, els carnuts i sènons s'havien negat a obeir les ordres d'assistir a l'assemblea i es van revoltar amb els seus veïns contra el poder romà.
Juli Cèsar va decidir dur quatre legions romanes al territori dels nervis amb rapidesa, va arribar al seu territori on va capturar una gran quantitat de bestiar i persones a més de devastar els camps de gra, obligant els gals al lliurament d'ostatges, i va tornar als seus exèrcits cap a l'oest, rendint carnuts i sènons sense combatre, ja que van venir a ell demanant el perdó, que van obtenir per la intercessió dels hedus i rems.

### Campanya contra menapis i trèvers
Juli Cèsar va enviar els seus exèrcits en contra els trèvers, els eburons i els seus aliats, pensant a atacar els aliats d'Ambiòrix per provocar una guerra oberta. El procònsol romà va enviar dues legions i el seu equipatge al campament base de Tit Labiè al país de trèvers, on havia hivernat amb una legió, mentre ell, amb cinc legions, va marxar contra els menapis, que es van refugiar sense combatre en els densos boscos i pantans.
La reacció a Cèsar fou dividir l'exèrcit en tres columnes paral·leles: una encapçalada pel tinent Gai Fabi, un pel qüestor Marc Licini Cras, i el tercer, probablement el central, sota el seu comandament. Les operacions van començar amb la devastació del territori enemic en totes direccions, moltes viles van ser cremades, mentre que va ser presa una gran part de la ramaderia dels gals, i molts dels seus homes van ser fets presoners. Finalment, fins i tot els menapis van enviar ambaixadors per demanar la pau, a la que el procònsol va consentir a condició de rebre un nombre adequat d'ostatges i donada la promesa de no donar asil a Ambiorix o els seus partidaris. Acabada aquesta operació, el Cèsar va deixar a Commi amb la cavalleria per mantenir l'ordre, i es va dirigir cap al territori dels trèvers.
Mentrestant Tit Labiè deixar a la seva fortalesa cinc cohorts, i amb les 25 cohorts restants i la cavalleria movent-se molt ràpidament per atacar els trèvers, i prevenir el seu atac, vencent-los en la segona Batalla del Sabis i aconseguint la rendició dels trèvers i la fugida dels familiars d'Induciomarus, transferint el poder a Cingetorix.

### Segona travessa del Rin
Conscient de l'èxit del seu llegat, Cèsar va decidir travessar per segona vegada el Rin, construint un segon pont amb la mateixa tècnica que el primer per evitar que acollissin a Ambiòrix i combatre els que havien ajudat als trèvers, descobrint per mitjà dels ubis que havien estat els sueus., però els sueus, que coneixien les gestes militars del general romà, van retirar-se i esperar la possible arribada de César a l'interior dels densos boscos i pantans perillosos. El general, tenint en compte que el seu objectiu principal era la submissió de la Gàlia, i considerant la dificultat de proveïment de blat en una terra tan salvatge, va decidir tornar tallant un tram del pont i construint una torre de quatre pisos, a més d'una impressionant fortificació equipada amb 12 cohorts a les ordres del general Gai Vulcaci Tul·li.

### Extermini dels eburons
Juli Cèsar va enviar tot el seu exèrcit contra Ambiòrix i els eburons, i després de travessar el bosc de les Ardenes, va enviar Luci Minuci Bàsil al comandament de tota la cavalleria per sorprendre l'enemic. Ambiòrix va evitar ser capturat però Bàsil va poder identificar el seu amagatall, però protegit pels seus, va amagar-se als espessos boscos. El pànic va dur a tot el poble dels eburons a buscar refugi a boscos, pantans i illes, mentre Cativolcus, l'ancià rei dels eburons, com que no podia dirigir la guerra adequadament, es va enverinar i va llençar malediccions contra Ambiòrix per haver-lo dut a la guerra. Els pantans foren el darrer refugi dels eburons abans de la seva matança final.
El terror va escampar-se en els pobles veïns, i segnes i condruses van enviar ambaixadors a Cèsar per demanar-li que els considerés amics del poble romà, encara que fossin germànics. Cèsar, per provar els seus sentiments, va manar lliurar tots els refugiats eburons, a canvi de no envair i devastar els seus territoris, al que els dos pobles van accedir, i amb Ambiòrix aïllat, va arribar a Atuatuca Tungrorum, on va deixar els carros carregats de botí, i per la seva protecció a Quint Tul·li Ciceró amb la legió XIV Gemina i dos-cents cavallers, i amb les altres nou legions, dividides en tres columnes paral·leles cada una formada per tres legions, va encomanar Tit Labiè el control del territori dels menapis fins a l'oceà, a Gai Treboni a devastar les terres properes a la terra dels atuàtucs, mentre Cèsar es dirigia a la confluència dels rius Escalda i Mosa, on anava Ambiòrix amb uns pocs genets. Finalment va disposar que les columnes, després de set dies tornessin a Atuatuca Tungrorum.
Cèsar volia capturar el líder dels eburons i exterminar-los en venjança per la destrucció de la Legió XIV Gemina en la batalla del Jeker, tasca difícil perquè els refugiats s'han dispersat per tot arreu en els boscos i pantans amb l'esperança de poder-se defensar o salvar-se, però el procònsol va enviar ambaixadors a totes les nacions de la regió amb la promesa d'un ric botí, i van ser els mateixos gals que es van esforçar a esborrar per complet el poble de eburons. La massacre es va iniciar poc després que una gran multitud de gals es van reunir ràpidament en els seus territoris. Dos mil genets sicambres van travessar el Rin entrant al territori dels eburons i es van apoderar d'una gran quantitat de bestiar. Però en saber que Atuatuca Tungrorum només tenia una petita guarnició que guardava l'enorme botí acumulat per César, i van decidir anar amb gran rapidesa cap allà abans que arribés el procònsol.
Quint Tul·li Ciceró, després d'esperar el retorn de Cèsar durant set dies i no veure-ho tornar, va decidir enviar a cinc cohorts de la sega del blat, però els soldats romans foren interceptats per la cavalleria dels sicambres, i dues de les cinc cohorts van ser massacrats i a continuació van atacar el castre però finalment els germànics van perdre l'esperança de capturar el fort, potser conscient de l'imminent retorn del procònsol i es van retirar al Rin. A final d'estiu Cèsar havia devastat tot el país dels eburons, encara que Ambiòrix i va aconseguir escapar amb la seva escorta de quatre genets. A final d'estiu Cèsar va portar l'exèrcit a Durocòrtorum, entre els rems. Per dirigir una assemblea convocada aquí per investigar la implicació dels sènons i Carnuts i al final de les investigacions feu fuetejar i decapitar Acco, el príncep dels sènons com advertència per al conjunt de la Gàl·lia, i va dissoldre l'assemblea proporcionant el blat necessari per a l'hivern, deixant dues legions a la frontera amb els trèvers, dues més entre els lingons i les sis restants a Agendicum, per després tornar a Itàlia.

## 52 aC: Revolta de Vercingetòrix

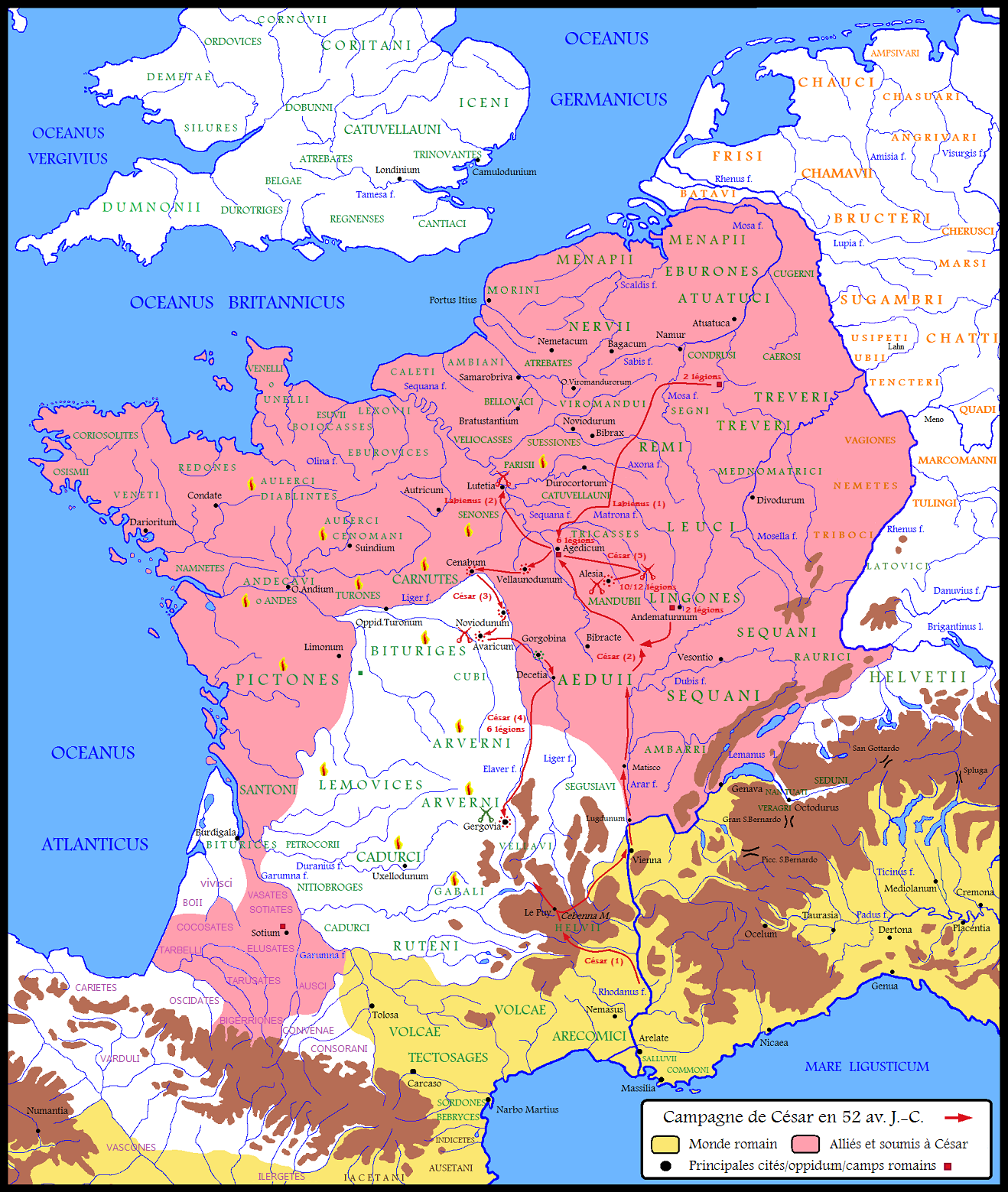
Campanya del 52 aC a la Gàl·lia

L'últim acte de la Guerra de les Gàl·lies va ser la revolta l'any 52 aC dirigida per Vercingetòrix, rei d'arverns, que va reunir els pobles del centre de la Gàl·lia, tret dels segusiaves i rems. Fins i tot els hedus, sempre aliats amb els romans, van prendre partit contra Juli Cèsar, que es va trobar davant d'un enemic formidable, tant per l'abundància del seu exèrcit, i la disciplina que Vercingetòrix que havia imposat gràcies a haver servit a la cavalleria romana.
Cèsar, que encara estava a la Gàl·lia Cisalpina reclutant legionaris per completar les legions delmades per la guerra de l'any anterior, es va assabentar de nous aldarulls entre els gals. Les tribus van idear durant l'hivern impedir que el procònsol es reunís amb el seu exèrcit per després aplicar la tàctica dels anys anterior, atacant tots els campaments per separat.
La campanya de Cèsar 52 aC decisiva contra les forces aliades a Vercingetòrix.

### Setge d'Avàricum
Els carnuts van començar la revolta, encapçalada per Cotuato i Conconnetodunno, que es van dirigir a Cènabum on van matar tots els ciutadans romans que vivien allà, dedicats al comerç. Ràpidament va arribar la notícia a tots els racons de la Gàl·lia, inclòs el país dels arverns on Vercingetòrix, fill de l'antic rei Celtil·le, tot i que encara jove, inflamà la ment de la població. Al principi alguns dels líders d'aquesta tribu es va oposar al seu desig de fer la guerra contra els romans i l'expulsaren de Gergòvia, però Vercingetòrix va allistar tropes i va assolir el poder a la seva tribu proclamant-se rei.
Vercingetòrix va buscar nous aliats entre els pobles del voltant per intentar alliberar la Gàl·lia del jou romà i en poc temps va aconseguir el suport dels sènons, parisis, pictons, cadurcs, turons, aulercs, lemovices, andecaus i totes les tribus que van habitar la costa de l'Atlàntic, rebent per unanimitat el càrrec de comandament suprem. Ràpidament va reunir un exèrcit, i va enviar Lucteri al país dels rutens, mentre ell va entrar al territori de bitúriges, on els hedus, el poble de què els bitúriges eren clients, després d'enviar alguna cavalleria i infanteria van preferir no travessar el Loira, per por de ser traïts, sospitant que s'havien convertit en aliats dels arverns, com de fet passaria en breu.
Juli César va conèixer els plans de Vercingetòrix i les aliances que Lucteri va aconseguir amb rutens, gàbals i niciòbroges, va dirigir-se a la Gàl·lia Narbonesa, on va ordenar que rutens, volques arecòmics i tolosates anessin al voltant de la capital, Narbona on els vigilarien guarnicions armades. La resta de les tropes acantonades a la província, juntament amb altres cohorts que s'havia enrolat durant l'hivern a Itàlia, i havia dut amb ell s'havien de reunir al país dels helvis, fronterers amb els arverns. Lucteri, que coneixia els moviments del procònsol, va decidir retirar-se, mentre que Cèsar va contraatacar a les Cevenes amb els passos cobertes de sis peus de neu, va aconseguir arribar al país d'arverns prenent-los per sorpresa, i va ordenar incursions de cavalleria per tal de causar el màxim terror a l'enemic.
Vercingetòrix va haver de tornar a territoris dels bitúriges i arverns i Cèsar, que havia anticipat aquest moviment i estant a dos dies de camí, va deixar el comandament de les tropes provincials a Dècim Juni Brut Albí i es va dirigir a marxes forçades al país dels lingons, on disposava de dues legions, seguint el curs del Roine passant per Viena, i va enviar missatgers per reunir les legions probablement a Agendicum, on estava el gruix de l'exèrcit abans que els arverns sabessin de la seva arribada. Vercingetòrix va conduir de nou a l'exèrcit al país de bitúriges, i des d'allà a Gorgobina, ciutat dels bois.
Cèsar va reunir l'exèrcit i va demanar als hedus els subministraments per a la nova campanya, i va demanar als bois que resistissin el setge de Vercingetòrix donca anava de camí al capdavant de vuit legions, mentre que les altres dues es van quedar a Agendicum amb l'equipatge. En el camí va assetjar i ocupar, Vel·launodúnum als sènons, Cènabum, la capital dels carnuts i Noviodúnum als bitúriges, saquejant les tres ciutats i traslladant-se a Avàricum, la ciutat més fortificada i que rica de totes la Gàl·lia, que hagués garantit la plena submissió dels bitúriges. Quan Vercingetòrix va saber dels moviments de Cèsar, va aixecar el setge i va marxar per fer-hi front.
Els romans imposaren el setge d'Avàricum amb impressionants obres d'enginyeria militar. Després de 27 dies de penós setge, l'oppidum dels bitúriges va capitular. Vercingétorix, encara que tenia un exèrcit més gran que el de Cèsar, va fugir a lluitar en camp obert. La seva estratègia de guerra de guerrilles i de bloqueig de subministraments als romans mentre durava el setge, no va tenir èxit i va perdre l'oportunitat d'enfrontar l'enemic en una zona favorable, a més de veure la massacre final de tota la població, una vegada que els romans van conquerir la ciutat. Quaranta mil persones van morir i van sobreviure només vuit-cents. La repressió va fer decidir encara més als rebels i va augmentar l'aliança anticesariana amb noves nacions de la Gàlia, a les que es demanava homes armats i molts arquers. Cèsar es va quedar uns dies a la ciutat per descansar la tropa, vista l'abundància de blat i altres queviures.

### Batalla de Gergòvia

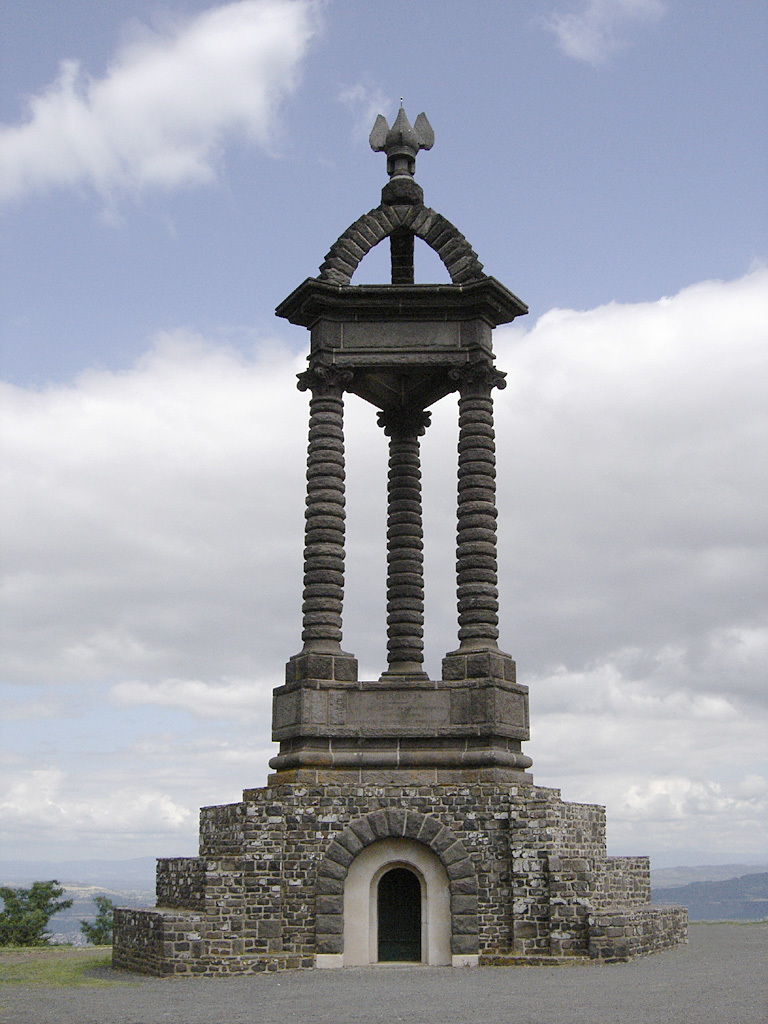
Monument a Gergòvia.

A principis d'abril, amb el final de l'hivern, Juli Cèsar estava decidit a reprendre la campanya militar per ocupar definitivament tota la Gàl·lia, quan sabé dels conflictes interns entre els seus aliats hedus. La situació era molt crítica i requerí una intervenció pel procònsol per evitar una guerra civil doncs a diferència de la tradició, s'havien establert dos magistrats suprems amb el poder real: Convittolitave i Coto, i cada un havia determinat que la nació sencera es mobilitzés, i el Senat es va dividir, i cada un dels dos contendents tenien els seus clients.
Cèsar, encara que creia perjudicial suspendre les operacions militars no podia passar per alt un els problemes dels seus aliats, necessaris per a la guerra en curs en subministraments i guerrers i va decidir anar personalment a veure als hedus i convocar el Senat a Decezia. Un cop avaluada la situació, va obligar Coto a deixar el poder en les mans de Convittolitave, i els va instar a enviar ràpidament tota la cavalleria i deu mil infants amb els quals tenia la intenció de protegir el proveïment.
Mentre Tit Labiè va agafar quatre legions i anà al nord per reprimir la revolta de sènons i parisis, Cèsar amb les altres sis legions es va dirigir al sud, seguint el riu Allier fins Gergòvia, la capital dels arverns. Amb les notícies de l'avanç de Cèsar, Vercingetòrix va enderrocar tots els ponts del riu i es va posar en marxa per la riba oposada i guanyava per la seva causa als hedus. El procònsol va retirar-se temporalment per recuperar el control sobre hedus i es va presentar davant els murs de la capital dels arverns amb les tropes formades durant dos dies per atreure la batalla final contra el cap gal i tancar la guerra a la Gàl·lia, però Vercingetòrix va decidir no combatre per por de les tàctiques i capacitats militars dels seus oponents. Després de dos dies el procònsol va decidir aixecar el setge per reunir-se amb les quatre legions al comandament de Labiè.
Els hedus es van tornar a revoltar quan van tornar Viridomarus i Eporedorix, que havien ajudat a incitar el poble i van massacrar a molts ciutadans romans per sorpresa. Cèsar, que no podia comptar amb cap aliat a la Gàl·lia tret de segusiaves i rems es va reunir amb Tit Labiè per intentar obtenir una batalla decisiva contra Vercingetòrix, tot i que estaria en gran desavantatge numèric i només podia confiar en el seu geni militar i la millor disciplina de l'exèrcit romà.
Tit Labiè va sortir de Agendicum cap a Lutècia, i va vèncer una coalició de rebels al nord del Loira, comandada per Camulogen i reunir-se amb Cèsar, evadint els bel·lòvacs i els hedus, que també es van revoltar contra el domini romà, i després pels hedus. Els romans van aconseguir reunir-se, i Vercingétorix havia rebut oficialment el comandament suprem a Bibracte en una dieta, en la qual no va participar a trèvers, rems i segusiaves, que van decidir no unir-se a la revolta.
Vercingetòrix va reunir 15.000 infants, però no volia atacar a Cèsar en una batalla campal, i la tàctica seria impedir el subministrament romà de blat i fenc amb la cavalleria, a condició que els gals es resignen a perdre el seu blat de moro i a calar foc a casa seva. Els romans tenien 22 cohorts en guarnicions als pobles gals aliats, i Vercingetòrix va enviar 10.000 infants i 800 genets hedus i segusiaves comandats per Eporedorix contra els al·lòbroges, als gabals i arverns contra els helvis, i als rutens i cadurcs contra els volques arecòmics.
Cèsar es va unir a Tit Labiè i les seves legions a Agendicum, que va recompondre amb els veïns i aliats lingons, i va reforçar-se amb la cavalleria dels mercenaris germànics, el segon esquadró que reclutava en la guerra. Finalmentent, es va posar en camí cap al sud en direcció a la Gàl·lia Narbonesa, però al nord-est de Dijon, les onxe legions i la cavalleria germànica van ser atacats pel titular de Vercingétorix, però l'atac de la cavalleria gal·la va ser rebutjat. Els rebels van dubtar i Vercingetòrix va decidir dirigir-se amb el seu exèrcit a Alèsia, on fou assetjat per César sense possibilitat d'escapar.

## El final de la revolta: la rendició de Vercingétorix a Alesia

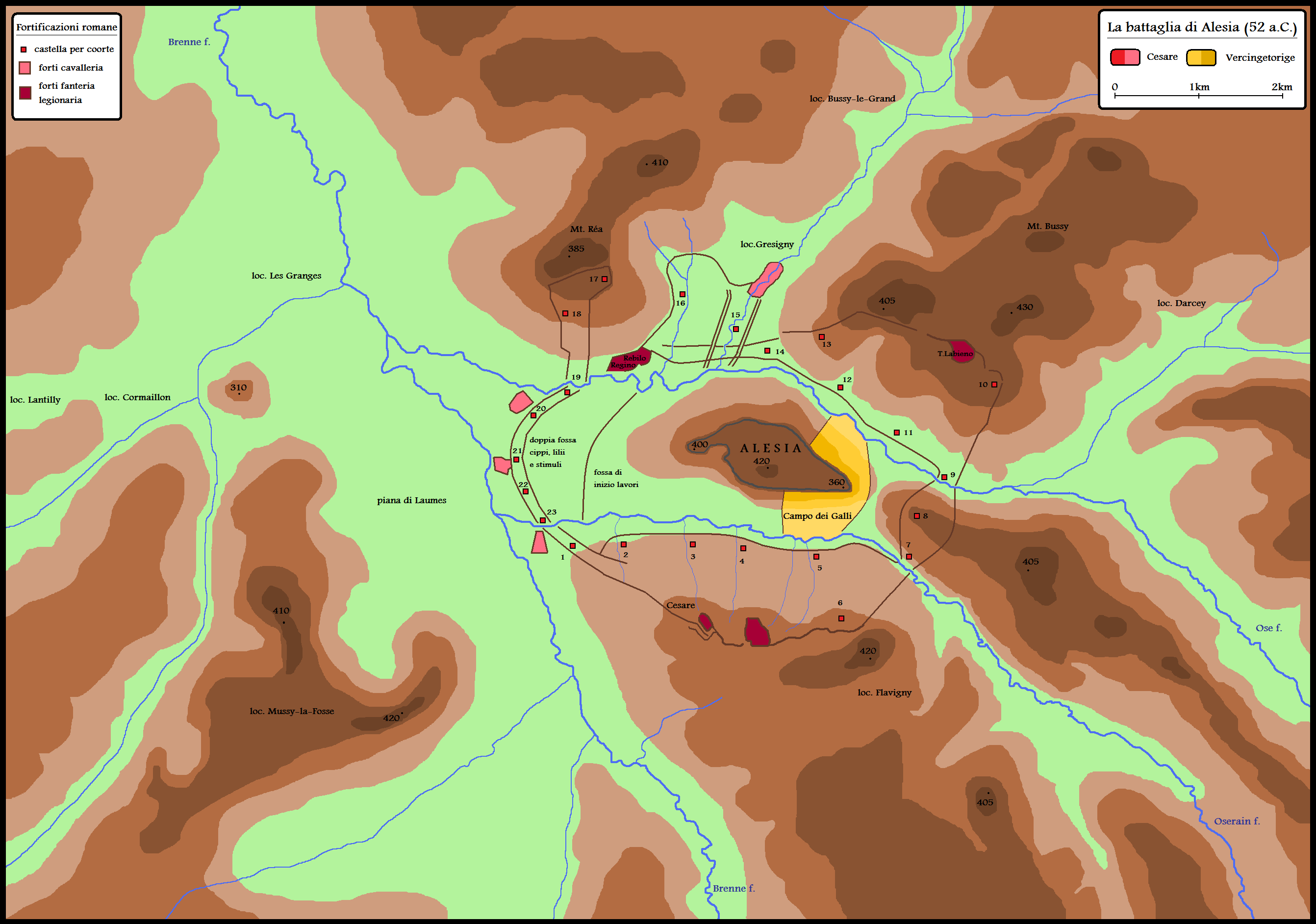
Les fortificacions construïdes per Juli Cèsar a Alesia

Juli Cèsar es va dirigir a Alèsia i va caure sobre els assetjats, construint un anell de fortificacions de setze quilòmetres voltant la fortificació enemiga, i fora d'aquest, uns altres vint quilòmetres, en previsió d'un possible atac per l'esquena. Les obres de lloc de César inclòs per les dues valls (una interior i una altra exterior), fosses plenes d'aigua, trampes, tanques, gairebé un miler de torres de vigilància de tres pisos, situades a 25 metres entre elles, vint-i-tres forts (cadascun ocupat per una cohort de legionaris, quatre grans campaments de les legions i quatre camps de la cavalleria, en llocs apropiats.
Després de mesos de setge llarg i esgotador, va arribar un poderós exèrcit gal de 240.000 infants i 8.000 genets armats, que van arribar a l'ajuda dels assetjats, compost per segusiaves, ambivarets, aulercs, blannovis, que van enviar cada un 35.000 soldats, igual que els arverns, i els pobles eleutets, cadurcs, gabals i vellaus, que estaven sota el domini dels arverns, els sèquans, sènons, bitúriges, sàntons, rutens i carnuts 12.000 cadascun, 10.000 bel·lòvacs i lemovices, 8.000 pictons, turons, parisis i helvecis, 5.000 suessions, ambians, mediomàtrics, petròcoris, nervis, mòrins, niciòbroges i aulercs cenòmans, 4.000 atrèbats, 3.000 veliocasses, viromandus, andecaus i aulercs eburons 3,000 cada un, i 2.000 el bois i rauracs, 10,000 dels pobles d'Armòrica, entre ells els curiosolites, ambibars, rèdons, calets, osismes, vènets, unel·les i lexovis., comandats tots ells per l'atrebat Commi, els hedus Viridomarus i Eporedorix, i l'arvern Vercassivel·laune, cosí de Vercingetòrix
Durant quatre dies, les legions de Cèsar van resistir els atacs combinats de l'exèrcit assetjat i el de socors, que el quart dia va obrir una esquerda en l'anell exterior, però va ser rebutjats quan Tit Labiè i després el mateix Cèsar s'hi van dirigir i rebutjar l'atac enemic sota el comandament de la cavalleria i les tropes germanes de reserva, envoltant als gals, amb una hàbil maniobra per l'exterior. Va ser la fi del somni de la llibertat de la Gàl·lia, i Vercingetòrix es va rendir al procònsol romà.
Alesia va ser el final de la resistència de les tribus de la Galia. Els soldats d'Alesia i els de l'exèrcit de socors van ser fets presoners. Alguns d'ells van ser venuts com esclaus i venuts en part com a botí de guerra als legionaris de César, a excepció dels arverns i hedus, que van ser alliberats i perdonats, per tal de salvaguardar l'aliança amb Roma.
Després de la victòria, el Senat va decretar vint dies de celebració en honor de Cèsar. Vercingetòrix va ser tancat a la presó de Mamertino durant sis anys, esperant la desfilada triomfal de Cèsar i, com era costum per als comandants enemics capturats, estrangult al final de la processó triomfal.
Al final d'aquest setè any de la guerra, César, després d'obtenir la rendició dels hedus, tenia l'hivern del 52 al 51 aC onze legions de la següent manera: les legions VII Claudia, XV Primigenia i la cavalleria de Tit Labiè i el seu lloctinent Marc Semproni Rútil estaven entre els sèquans a Vesontio, la Legió VIII Augusta de Gai Fabi i la Legió IX Hispana de Luci Minuci Bàsil es van estacionar amb els rems per passar l'hivern probablement prop de Durocòrtorum i Bibrax, per protegir-los dels seus veïns bel·lòvacs encara revoltats, la Legió XI Claudia amb Gai Antisti Regí entre els ambivarets, la Legió XIII Gemina amb Tit Sexti entre els bitúriges probablement a Cènabum, la Legió I amb Gai Canini Rèbil entre els rutens, la Legió VI Ferrata amb Quint Tul·li Ciceró a Matisco a recollir gra, i Servi Sulpici Galba amb la Legió XIV Gemina entre els hedus. Juli Cèsar va fixar la seva caserna general a Bibracte i se'n va anar allà amb la Legió X Gemina i la Legió XII Fulminata.